# Chip Lubsen
Walter Harry "Chip" Lubsen, Jr. (født 13. juli 1955 i Alexandria, Virginia, USA) er en amerikansk tidligere roer.
Lubsen var med i USA's otter, der vandt sølv ved OL 1984 i Los Angeles. Amerikanerne tabte knebent i finalen til Canada, der tog guldet, mens Australien fik bronze. Den øvrige besætning i amerikanernes båd var Andrew Sudduth, John Terwilliger, Chris Penny, Tom Darling, Fred Borchelt, Charles Clapp, Bruce Ibbetson og styrmand Bob Jaugstetter. Lubsen var også med i otteren ved OL 1976 i Montreal, og havde også sikret sig en plads til OL 1980 i Moskva, som amerikanerne dog endte med at boykotte.

## OL-medaljer
- 1984:  Sølv i otter